# سانتو (کشتی‌گیر حرفه‌ای)
رودولفو گوزمن هورتا (به اسپانیایی: Rodolfo Guzmán Huerta)؛ (۲۳ سپتامبر ۱۹۱۷ – ۵ فوریه ۱۹۸۴) که به طور گسترده با نام ال سانتو (به اسپانیایی: El Santo) به معنی سِنت یا مقدس شناخته شده، یک مبارز کشتی لوچا لایبر (کشتی حرفه‌ای اسپانیایی همراه با نقاب) و هنرپیشه اهل مکزیک بود. ال سانتو همراه با چند کشتی‌گیر لوچا لایبر دیگر به عنوان فردی نمادین و یکی از معروف‌ترین اهالی مکزیک و «افسانه بزرگ ورزشی» شناخته می‌شود.

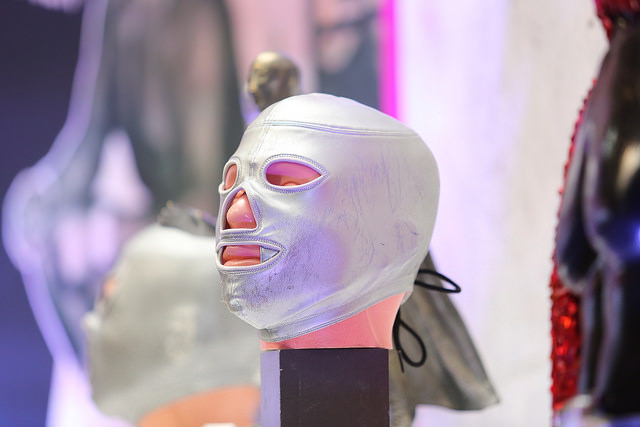
ماسک اصلی سانتو

سانتو در فیلم «زن خون‌آشام»

سانتو نزدیک به پنج دهه به کشتی کج حرفه‌ای پرداخت و در طی زمان و با حضور در کتاب‌های کمیک و فیلم‌ها به یک قهرمان محلی و نماد عدالت برای انسان‌های معمولی تبدیل شد. او گفته بود که محبوبیت کشتی حرفه‌ای در مکزیک فقط قابل مقایسه با کشتی ریکیدوزان در ژاپن است.
در ۲۳ سپتامبر ۲۰۱۶ موتور جستجوی گوگل به مناسبت ۹۹مین سالروز تولد ال سانتو و به افتخار او گوگل دودل صفحه اصلی خود را در بخش‌های زیادی از دنیا تغییر داد.